# Årets Coach
Die Auszeichnung Årets Coach (dt. Trainer des Jahres) wird seit 1992 jährlich an den besten schwedischen Eishockeytrainer verliehen. Obwohl die Ehrung an keine Liga gebunden ist, wurden bisher meist Eishockeytrainer aus der Svenska Hockeyligan (ehemals Elitserien) ausgezeichnet.

## Preisträger
- 1991/92: Tommy Sandlin, Brynäs IF
- 1992/93: Tommy Sandlin, Brynäs IF
- 1993/94: Kent Forsberg, MoDo Hockey
- 1994/95: Sune Bergman, HV71
- 1995/96: Lars Falk, Västra Frölunda HC
- 1996/97: Per Bäckman, Färjestad BK
- 1997/98: Bo Lennartsson, Färjestad BK
- 1998/99: Roger Melin, Brynäs IF
- 1999/00: Hardy Nilsson, Djurgårdens IF
- 2000/01: Peo Larsson, Timrå IK
- 2001/02: Jim Brithén, MoDo Hockey
- 2002/03: Conny Evensson, Västra Frölunda HC
- 2003/04: Pär Mårts, HV71
- 2004/05: Stephan Lundh, Frölunda HC
- 2005/06: Bengt-Åke Gustafsson, schwedische Eishockeynationalmannschaft
- 2006/07: Harald Lückner, MODO Hockey
- 2007/08: Kent Johansson, HV71
- 2008/09: Per-Erik Johnsson und Tommy Samuelsson, Färjestad BK
- 2009/10: Hardy Nilsson, Djurgårdens IF
- 2010/11: Roger Melin, AIK Ishockey
- 2011/12: Tommy Jonsson, Brynäs IF
- 2012/13: Peter Andersson, Örebro HK
- 2013/14: Hans Wallson, Skellefteå AIK
- 2014/15: Per Hånberg, Karlskrona HK
- 2015/16: Per-Erik Johnsson, Leksands IF
- 2016/17: Thomas Berglund, Brynäs IF
- 2017/18: Sam Hallam, Växjö Lakers
- 2018/19: Håkan Åhlund, IK Oskarshamn
- 2020/21: Fredrik Andersson, Timrå IK
- 2021/22: Martin Filander, IK Oskarshamn
- 2022/23: Jörgen Jönsson, Växjö Lakers
- 2023/24: Niklas Gällstedt, Brynäs IF
- 2024/25: Niklas Gällstedt, Brynäs IF